# Championnats du monde de la FIBT 1937
Navigation
Édition précédente Édition suivante
Les Championnats du monde de la FIBT 1937 se sont déroulés à Cortina d'Ampezzo (Italie)  du 30 au 31 janvier 1937 pour les épreuves de bob à deux et du 14 au 15 février 1937 à Saint-Moritz (Suisse) pour les épreuves de bob à quatre, sous l'égide de la Fédération internationale de bobsleigh et de tobogganing (FIBT). Il y a deux titres à attribuer au total, tous en bobsleigh, en bob à deux masculin, et en bob à quatre masculin. 

## Podiums
| Épreuves              | Or                                                                      | Argent                                                      | Bronze                                                      |
| --------------------- | ----------------------------------------------------------------------- | ----------------------------------------------------------- | ----------------------------------------------------------- |
| Bob à deux masculin   | Grande-Bretagne Frederick McEvoy Byran Black                            | Italie Umberto Gilarduzzi Antonio Gilarduzzi                | Suisse Reto Capadrutt Hans Aichele                          |
| Bob à quatre masculin | Grande-Bretagne Frederick McEvoy David Looker Charles Green Byran Black | Allemagne Gerhard Fischer Lohfeld H. Fischer Rolf Thielecke | États-Unis Donald Fox Tippi Gray Bill Dupree James Bickford |

## Tableau des médailles
| Rang | Nation          | Or | Argent | Bronze | Total |
| ---- | --------------- | -- | ------ | ------ | ----- |
| 1    | Grande-Bretagne | 2  | 0      | 0      | 2     |
| 2    | Italie          | 0  | 1      | 0      | 1     |
| 2    | Allemagne       | 0  | 1      | 0      | 1     |
| 4    | Suisse          | 0  | 0      | 1      | 1     |
| 4    | USA             | 0  | 0      | 1      | 1     |